# Дом Чирахова
Дом Чирахова («Дом с десятью драконами») — памятник архитектуры в городе Симферополь. Находится на углу Одесской улицы и проспекта Кирова.

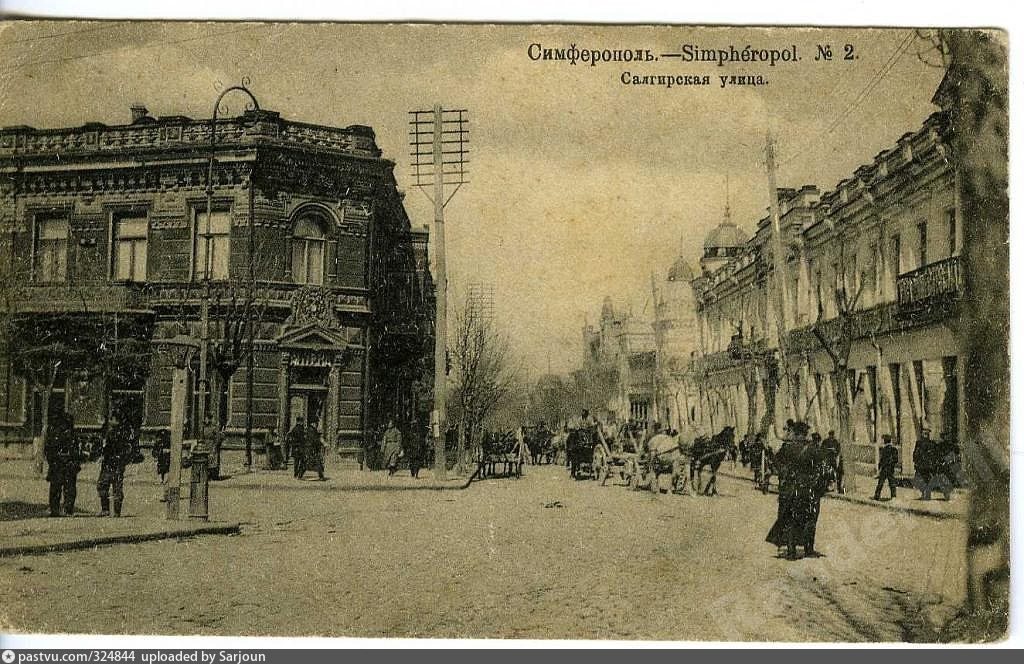
Ул. Салгирная, Симферополь, 1910-е годы. Справа видна башенка дома Чирахова. В настоящее время дом является крайним, но ранее он находился в квартальной застройке, отделяясь небольшим переулком, ныне ул. Одесская

## История
Купец Х. К. Чирахов подал ходатайство о создании торгового дома в 1886 году. Дом был построен в начале XX века, по проекту архитектора Б. А. Зайончковского. В нём была расположена первая в городе биржа, а также отель. С архитектурной точки зрения, за годы эксплуатации здание в русско-византийском стиле с элементами мавританского стиля особых изменений не претерпело.

Сейчас в доме расположены пиццерия и ресторан. Одна из старейших пиццерий города была открыта в 1984 году в рамках подготовки к 200-летию Симферополя. Любопытно, что технология приготовления в ней мало напоминает оригинальную итальянскую пиццу. В 1990-х годах там же открыта пиццерия с традиционной технологией. Макет дома представляет Симферополь в парке Крым в миниатюре в Алуште и в Бахчисарайском парке миниатюр. Недавно[когда?] городские власти приняли решение о передаче дома Чирахова, включённого в список исторического наследия Крыма, под выставочный комплекс.

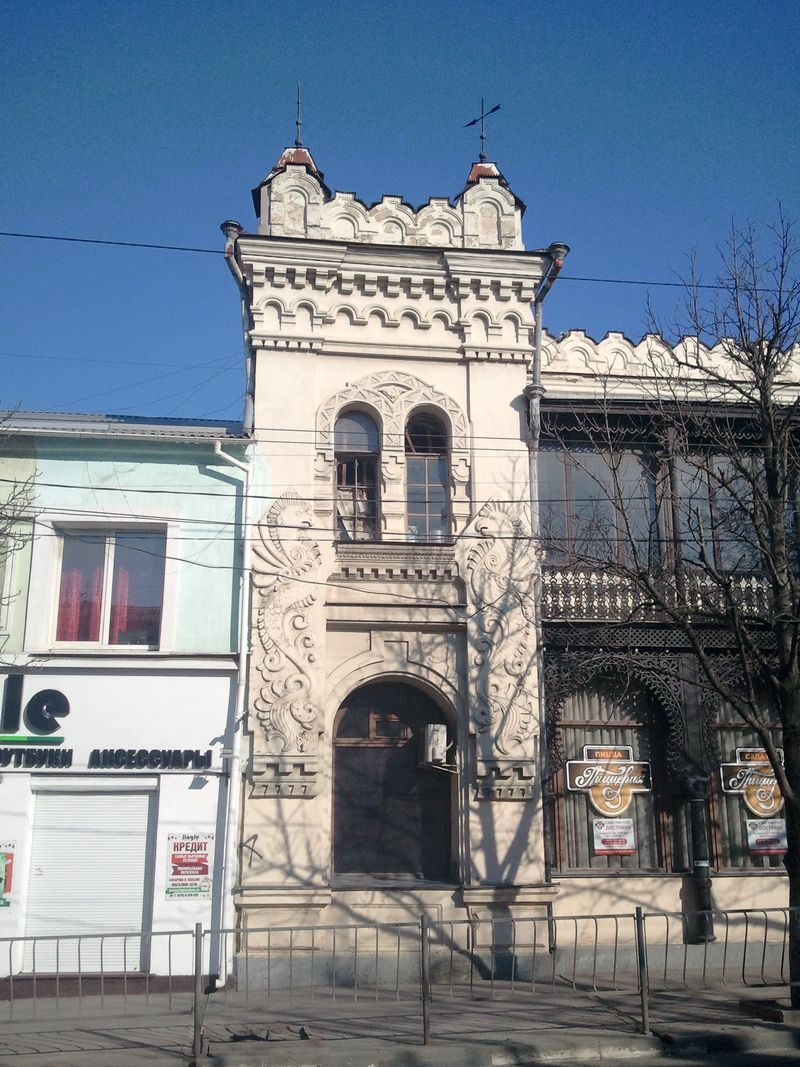
Фасад дома с десятью драконами несет следы разрушений

В 2017 году год «Дом купца Х. К. Чирахова» был куплен фирмой «Моро Марэ», 50 % которой принадлежат сыну главы Республики Крым Сергея Аксенова.

## Внешний вид
Здание построено в эклектическом стиле. Украшением веранды служат чугунные ажурные элементы. Главным элементом декора является рельефные стилизованные изображения драконов, из-за которых дом прозван «драконьим».
В июле 2019 года прокуратура потребовала от собственника обеспечить надлежащее состояние здания, поскольку на объекте культурного наследия размещались рекламные конструкции, а декоративное оформление фасада здания было повреждено и нуждалось в реконструкции.